# في سبييدس

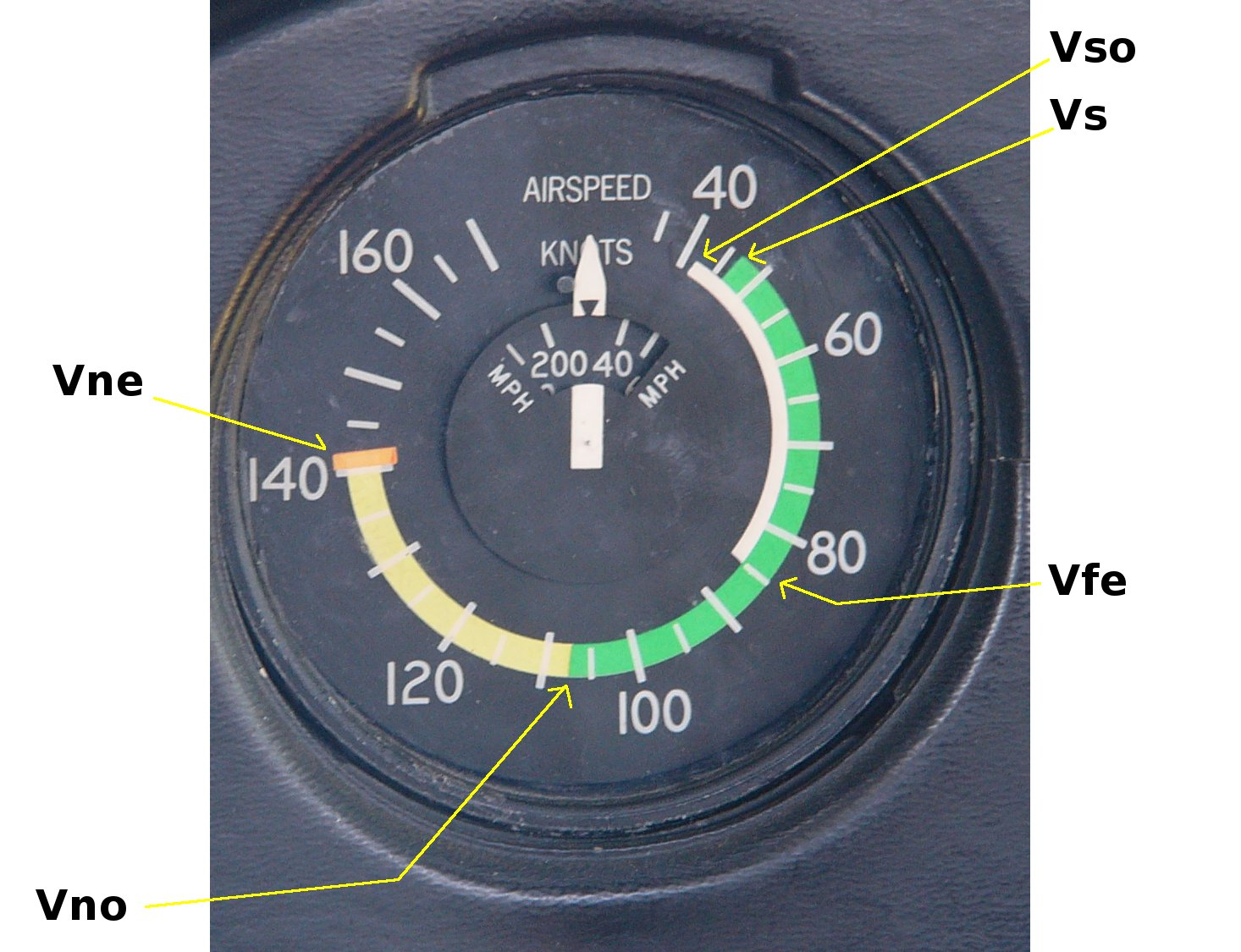
طائرة خفيفة - محرك (سيسنا 150L) مع سرعات-V

في الطيران, سرعات - V هي الشروط القياسية التي تستخدم لتحديد سرعات مهمة ومفيدة لتشغيل جميع الطائرات  وتستمد هذه السرعات من البيانات التي تم الحصول عليها من قبل مصنعي ومبرمجي الطائرات من خلال اختبار الطيران والتحقق في معظم البلدان من قبل مفتشي الحكومة خلال رحلات طائرات شهادة إعتماد ‏ الاختبار. وإستخدامها يعتبر أفضل ممارسة لزيادة سلامة الطيران, أداء الطائرات.
السرعات الفعلية التي تتمثل في سرعة جوية مبينة هي مخصصة للطائرات - كلا على حدة - على حسب التصنيع والحجم والوزن ...إلخ، وهناك طيارون يستخدمونها مباشرة - نظرًا للخبرة - من دون الحاجة إلى مراعاة تطبيق عوامل التصحيح على شاشات الطائرة.
يتضّح من خلال المثال في الصورة أعلاه أن تسمية السرعات تأتي بسابقة (V) وبعدها حرف أو رقم، ولكل حرف أو رقم معنى يشير إلى شئ ماء ( مذكور بالأسفل ) 

## التنظيم
وغالبا ما يتم تعريفها بـ سرعات-V الأكثر شيوعا من قبل [قانون الطيران تنظيم الطيران. في الولايات المتحدة، يتم تعريف هذه في العنوان 14 من الولايات المتحدة قانون اللوائح الفيدرالية, المعروفة باسم وائح الطيران الاتحادية أو FARs.
| وصف   | اسرعة-V |
| ----- | --- |
| V1    | Maximum Speed in Takeoff - ويعتمد على هذه السرعة في القرار بالإقلاع من عدمة.                                                   |
| V2    | Takeoff Safety Speed - هي أفضل سرعة لمواصلة الإرتفاع بمحرك واحد ( في حالة الطوارئ لا قدر الله ).                               |
| V2min | Minimum takeoff safety speed - الحد الأدنى لسرعة السلامة لبداية الإقلاع.                                                       |
| V3    | Flap retraction speed - سرعة رفع الفلابس لدرجة أقل مما كان عليه.                                                               |
| VA    | Design maneuvering speed. |
| VB    | Design speed for maximum gust intensity - سرعة أقصى دفع في العواصف أو شدة الهواء المواجه للطائرة.                              |
| VC    | Design cruise speed - سرعة التحليق (الكروز)                                                                                    |
| VD    | Design diving speed - سرعة الإنخفاض (الديسنت)                                                                                  |
| VDF   | Demonstrated flight diving speed.                                                                                              |
| VEF   | The speed at which the Critical engine is assumed to fail during takeoff - السرعة التي يفترض عندها يظهر فشل المحرك في الإقلاع. |
| VF    | flap speed - سرعات الفلابس. |
| VFC   | Maximum speed for stability characteristics - السرعة القصوى في حالة الثبات.                                                    |
| VFE   | Maximum flap extended speed - السرعة القصوى في حالة إنزال الفلابس (فل).                                                        |
| VFTO  | Final takeoff speed - نهاية سرعة الإقلاع.                                                                                      |
| VH    | Maximum speed in level flight at maximum continuous power - السرعة القصوى في مستوى الطيران بأقصى طاقة مستمرة.                  |
| VLE   | Maximum landing gear extended speed - أقصى سرعة في حالة إنزال العجلات                                                          |
| VLO   | Maximum landing gear operating speed - أقصى سرعة تشغيل الهبوط.                                                                 |
| VLOF  | Lift-off speed - سرعة الرفع.                                                                                                   |
| VMC   | Minimum control speed - الحد الأدنى من السيطرة على السرعة.                                                                     |
| Vmcg  | Minimum control speed on the ground - الحد الأدنى من السرعة على أرضية المطار.                                                  |
| VMO   | Maximum operating limit speed - أدنى سرعة حد التشغيل.                                                                          |
| VNE   | Never exceed speed - لا تتجاوز السرعة.                                                                                         |
| VNO   | Maximum structural cruising speed - الحد الأقصى لسرعة الانطلاق.                                                                |
| VR    | Rotation speed - سرعة متابعة خط الرحلة.                                                                                        |
| VRef  | Landing reference speed or threshold crossing speed - سرعة تشغيل عكس الهواء أثناء الهبوط - ( threshold ).                      |
| VS    | Stall speed - سرعة التحطم. |
| VS0   | minimum flight speed in landing - أدنى سرعة للهبوط.                                                                            |
| VS1   | Stall speed - سرعة التحطم. |
| VSR   | Reference stall speed - إشارة سرعة التحطم.                                                                                     |
| VSR0  | Reference stall speed in landing - إشارة سرعة التحطم للهبوط.                                                                   |
| VSR1  | Reference stall speed - إشارة سرعة التحطم.                                                                                     |
| VSW   | Speed at which the stall warning will occur - سرعة التحذير من التحطم.                                                          |
| VTOSS | takeoff safety speed - السرعة الآمنة للإقلاع.                                                                                  |
| VX    | Speed that will allow for best angle of climb - سرعة الحصول على أفضل سرعة إرتفاع ( climb ).                                    |
| VY    | best speed of climb - أفضل سرعة للإرتفاع ( climb ).                                                                            |

## سرعات-V
لكل طائرة نوع معيّن من سرعات-V، ولا يتم تحديدها من خلال لوائح الحكومة للطيران.